# Otylia Kałużowa
Otylia Kałużowa   (Orzesze, 23 de maig de 1907 - Chorzów, 23 d'octubre de 1981) va ser una atleta polonesa, especialista en curses de velocitat i mig fons, que va competir entre les dècades de 1930 i 1930.
El 1928 va prendre part en els Jocs Olímpics d'Amsterdam, on quedà eliminada en sèries en la prova del 800 metres del programa d'atletisme.
En el seu palmarès destaca una medalla de plata en la prova dels relleus 4×100 metres del Campionat d'Europa d'atletisme de 1938. Formà equip amb Jadwiga Gawronska, Barbara Ksiazkiewicz i Stanisława Walasiewicz. També guanyà 26 títols nacionals i obtingué 8 rècords nacionals.

## Millors marques
- 100 metres. 12.6" (1934)
- 200 metres. 26.0" (1939)
- 800 metres. 2' 30.0" (1928)[3]